# Lanshan (Rizhao)
Der Stadtbezirk Lanshan (岚山区,  Lánshān Qū) ist ein Stadtbezirk in der ostchinesischen Provinz Shandong. Er gehört zum Verwaltungsgebiet der bezirksfreien Stadt Rizhao. Lanshan hat eine Fläche von 766,6 km² und zählt 400.067 Einwohner (Stand: Zensus 2010).

## Administrative Gliederung
Auf Gemeindeebene setzt sich der Stadtbezirk aus zwei Straßenvierteln, sechs Großgemeinden und einer Gemeinde zusammen. 